# Christliche Seefahrt
Christliche Seefahrt bezeichnet als Teilbereich der Seefahrt die Handelsschifffahrt. Man unterscheidet sie demnach von der Passagierschifffahrt und der Marine.

## Begriffsgeschichte
Älteste überlieferte Verwendung des Ausdrucks sind die Titel einiger Andachtsbücher für Seeleute, die seit dem Ende des 16. Jahrhunderts in den Niederlanden, Norddeutschland und Dänemark veröffentlicht wurden.
- Daniel Cramer, Christliche Schiffarth. Das ist Geistliche gebete/ auff allerhand Nothfelle/ so sich bey Schiffahrthen begeben können. Alte Stettin 1596, dänisch: Christelige Skibsfart, det er: Gudelige Handels oc Vandels Øfvelse til Land oc Vand. o. O. 1677
- Adam Westerman, Christelijcke zee-vaert ende wandel-wegh. 1616, viele Auflagen; dänisch als Den christelige Søfart oc Vandrings Reise. Kopenhagen 1659
- Adam Westerman, Groote christelijke zee-vaert, in XXVI. predicatien, in maniere van een zee-postille. Amsterdam 1635
- Floris Willemsz. van der Hart, Den nieuwen Katwycker christelycke zee-vaert. 2. Aufl. Den Haag 1732

In dieser Bedeutung wird der Ausdruck heute nicht mehr verwandt.
Der Ausdruck ist möglicherweise der spätmittelalterlichen Metapher des „Schiffes der Buße“ entlehnt.
In Psalm 107, Vers 23–43 wird eine „christliche“ (eigentlich: biblische) Seefahrt beschrieben: „Die mit Schiffen auf dem Meer fuhren und trieben ihren Handel in großen Wassern […] die sollen dem HERRN danken für seine Güte und für seine Wunder, die er an den Menschenkindern tut, und ihn bei der Gemeinde preisen und bei den Alten rühmen.“
Anke Peleikis vermutet dagegen, dass der Ausdruck für die christliche Seefahrt im Gegensatz zur „heidnischen“ oder für die christliche Piraterie im Gegensatz zur arabischen Piraterie in Nordafrika benutzt worden ist.